# 古埠镇
古埠镇，是中华人民共和国江西省上饶市余干县下辖的一个乡镇级行政单位。

## 行政区划
古埠镇下辖以下地区：
古埠街社区、中桥社区、禁山社区、后港社区、南岗社区、张扬村、五福村、枫塘村、高门村、太和村、袁墩村、宁岗村、黄岗寺村、上湾村、象山村、蔡坊村、古山村、蒋家村、四一村、干港村、镇尾村、邱家村、保安山村、童埠村、挂口村、联合村和纪庄村。